# Homocisteína
La homocisteína, cuyo nombre IUPAC es ácido 2-amino-4-sulfamil butanoico, es un compuesto químico con la fórmula molecular o empírica C
4H
9N
1O
2S
1 y fórmula semidesarrollada HS-CH2-CH2-CH(NH2-COOH).
La homocisteína (HC) es un aminoácido azufrado importante en la transferencia de grupos metilos en el metabolismo celular, este ha sido considerado factor influyente en el desarrollo de enfermedades cardiovasculares y cerebrovasculares.
Recientes estudios se han enfocado en el análisis a la relación existente entre la hiperhomocisteinemia (aumento de la concentración plasmática de homocisteína) y el daño a células neuronales; en mecanismos neurotóxicos como: aumento del estrés oxidativo y generación de derivados de homocisteína así como el incremento en la toxicidad de la proteína β-amiloide, entre otros.
La homocisteína se sintetiza como producto intermedio del metabolismo de la metionina por acción de la enzima metionina adenosil transferasa (MAT).
La metionina se puede regenerar a partir de la homocisteína por remetilación y por catálisis de la enzima homocisteínametiltransferasa (HMT), la cual requiere de vitamina B12 y de 5, 10 -metilentetrahidrofolato para su correcto funcionamiento; el 5, 10-metilentetrahidrofolato actúa como cosustrato cuando es convertido a 5-metiltetrahidrofolato por la enzima metilentetrahidrofolato reductasa (MTHFR).
Al mismo tiempo la homocisteína se puede combinar con la serina para dar cistationina por transulfuración y por acción enzimática de la cistationina β-sintetasa (CS) y su coenzima el fosfato de piridoxal.

## Vitaminas involucradas

### Ácido fólico, vitamina B6 y vitamina B12
Tanto la vitamina B6 como la vitamina B12, actúan como coenzimas en el metabolismo de la metionina y de la homocisteína, razón por la que se refleja una estrecha relación entre los niveles plasmáticos de estas vitaminas y los niveles de homocisteína. Por su parte, el ácido fólico regula la vía metabólica que es catalizada por la metilentetrahidrofolato reductasa (MTHFR); la cobalamina (B12) regula la vía catalizada por la metionina sintasa y la vitamina B6 actúa como cofactor para la cistationina sintasa.
La deficiencia de alguna de las vitaminas nombradas anteriormente (B6-B12), puede causar insuficiente disponibilidad de grupos metilo, obstaculizando así el correcto metabolismo de mielina, neurotransmisores y fosfolípidos de membrana, que posteriormente se verá reflejado como deterioro cognitivo. Aunque hay estudios que no demuestran una relación directa entre las vitaminas y el deterioro cognitivo, los resultados revelan que las vitaminas B6 y B12 están en menor concentración en individuos enfermos que en individuos sanos.

## Factores que aumentan las concentraciones plasmáticas de homocisteína
Algunos de los factores que causan unos niveles altos de homocisteína están relacionados con la alimentación o con factores genéticos. Puede darse un consumo excesivo de alimentos que contienen precursores de la homocisteína o un consumo deficiente de alimentos que contienen nutrientes que contribuyen al reciclaje de la homocisteína.
a) Mutaciones enzimáticas relacionadas con MTHFR, HMT y CS.
b) Deficiencia de folatos, piridoxina y fallas en la absorción de la vitamina B12.
c) Alteraciones sistémicas como: insuficiencia renal y hepática, hipotiroidismo, neoplasias y trasplantes.
d) Factores farmacológicos y tóxicos como el consumo desmesurado de café y/o alcohol, tabaquismo, administración de metionina oral y algunos inhibidores.
e) Presencia plasmática de oxisterol, proveniente de la ingesta de alimentos de origen animal.

## Hiperhomocisteinemia
Las concentraciones de referencia de niveles de homocisteína plasmática normales se encuentran por debajo de 100 umol/l. El Centro del Control de Enfermedades y Prevención de Salud Nacional y Nutrición de los Estados Unidos (NHANES) publicó en Annals of Internal Medicine (1999; 131-331) rangos de referencia para la homocisteína total plasmática.
| Tabla 1 | 12-19 años     | ≥60 años        | Punto de corte para niveles altos |
| ------- | -------------- | --------------- | --------------------------------- |
| Hombre  | 4.3-9.9 µmol/l | 5.9-15.3 µmol/l | ≥11.4 µmol/l                      |
| Mujer   | 3.3-7.2 µmol/l | 4.9-11.6 µmol/l | ≥10.4 µmol/l                      |

Una elevación plasmática de la concentración de homocisteína se conoce como hiperhomocisteinemia.
Recientes estudios enfocados en la homocisteína y el daño de neuronas han asociado la hiperhomocisteinemia como factor de riesgo importante en enfermedades neurológicas y cerebrovasculares como:
- Enfermedad de Alzheimer
- Demencia
- Enfermedad de Parkinson
- Epilepsia
- Enfermedades cerebrovasculares.

## Enfermedad de Alzheimer asociada a la hiperhomocisteinemia
La enfermedad de Alzheimer es una enfermedad neurodegenerativa, que se refleja en la pérdida de habilidades cognitivas y cambios en la conducta. Se afectan capacidades como la memoria, el lenguaje, la capacidad visuoespacial y la capacidad de razonar.
El mecanismo neurotóxico de la hiperhomocisteinemia que conlleva: daño endotelial, incremento en el estrés oxidativo, fallas en la vasodilatación mediada por óxido nítrico y toxicidad mediada por β-amiloide, ha sido relacionado en los últimos años con la muerte de las neuronas corticales y de sus circuitos.
La proteína β-amiloide en asociación con la homocisteína activan la apoptosis en neuronas corticales, puesto que aumentan los niveles citoplásmicos del Ca++ y se activa la generación de EROs (especies reactivas de oxígeno), debido al estrés oxidativo mediado por el flujo de Ca++. Los resultados de estos análisis representan una clara evidencia de que la homocisteína potencia la acción de la proteína β-amiloide, lo que ocasiona una irreversible neurodegeneración mediante mecanismos de excitotoxicidad, daño del ADN, modificación oxidativa de las bases nitrogenadas y fallas en las capacidades reparativas, conduciendo así a la muerte celular.
Sin embargo los estudios que han pretendido mejorar la evolución de la enfermedad de Alzheimer mediante el control de los valores de homocisteina en sangre han fracasado. Aunque la suplementación de vitamina B12 y acifo fólico mejora los niveles de homocisteina en sangre, no se produce ninguna mejoría sobre la evolución de la demencia. Por otra parte ocho estudios aleatorizados, doble ciego, en ancianos normales y con demencia no han podido demostrar los supuestos beneficios de la suplementación con ácido fólico con o sin vitamina B12 como medida para prevenir la demencia en ancianos sanos, aunque disminuyan los niveles de homocisteina en sangre.